# Parasteatoda longiducta
Parasteatoda longiducta là một loài nhện trong họ Theridiidae.
Loài này thuộc chi Parasteatoda. Parasteatoda longiducta được Chuandian Zhu miêu tả năm 1998.